# مدرس کرفتو
سید محمدصادق حسینی (۱۲۵۶ - ۱۳۱۵) علامه، فقیه، ادیب و شاعر نامدار متخلص به هیبت و مشهور به مدرس کرفتو بود. او در طول زندگی خود بیش از ۸۰ اثر به زبان‌های کردی، فارسی و عربی در زمینه‌های مختلف از جمله دیوان شعر، فقه، اصول، صرف و نحو، ادبیات کردی، فارسی و عربی نوشت. آثار وی در حوزه‌های علمیه منطاق غرب ایران تدریس می‌شوند.

## زندگی‌نامه
علامه هیبت در کردستان ترکیه به تحصیل و تدریس پرداخت و در سال ۱۲۹۲ خورشیدی اجازه افتا و تدریس را از ملا عبدالقادر کانی کبود، مدرس روستای بیاره در کردستان عراق دریافت کرد. علامه هیبت پس از پایان تحصیلات به زادگاه خود یعنی روستای قلعه گاه واقع در منطقه سارال در اطراف شهر دیواندره بازگشت و پس از چند سال آموزگار روستای کرفتو شد.
ملا محمد، مشهور به «ملای بزرگ» پدر حاج شیخ ملا زاهد سقزی و پدر بزرگ دکتر محمد خالدی  پیش از رفتن ماموستا هیبت به کرفتو در آنجا سکونت داشته و مدرس و ملای آنجا بود. در مورد چگونگی ملا و مدرس شدن هیبت، حاج‌ملا سید بهاءالدین غفاری که برادرزادهٔ هیبت و از علمای سرشناس اطراف سقز بود و قسمت اعظم تحصیلاتشان در نزد هیبت بوده می‌گوید:
من طلبه‌ای نوجوان بودم و در مسجد کرفتو در خدمت مرحوم عمویم دروس عربی و فارسی را می‌خواندم. طلبه‌های مرحوم ملا محمد «ملای بزرگ» که غالباً در شرف فارغ‌التحصیلی و گرفتن اجازه بودند، با نخوت و بی‌اعتنایی با ما (مرحوم عمویم و من) برخورد می‌کردند و مرحوم عمویم را که معمولاً عمامهٔ سبزرنگ بر سر می‌گذاشت به عنوان یک میرزا و معلم مکتب، نگاه می‌کردند. تا این‌که بر اثر حس کنجکاوی به ما که در گوشهٔ مسجد مشغول درس بودیم نزدیک می‌شدند. بیشتر به این منظور که ببینند آیا این سیّد عربی هم بلد است و چه می‌گوید؟ به تدریس مرحوم عمویم گوش می‌دادند. رفته‌رفته علاقمند استماع تدریس ایشان شدند تا بالأخره وقتی فهمیدند که این سید از دانش بالایی برخوردار است رسماً به سماع درس وی می‌نشستند و در نهایت وقتی به عمق و عظمت دانش و تبحر ایشان در همهٔ علوم مخصوصاً در فقه، و ادبیات فارسی و عربی پی بردند رسماً از ایشان درخواست تعلیم و تدریس نمودند و مشکلات خویش را نزد ایشان رفع می‌کردند. مرحوم حاج ملا سید بهاءالدین می‌گفت: یک روز مرحوم ملای بزرگ، درس فقه، مبحث «فاره» از کتاب فتح‌المعین را تدریس می‌کرد. گویا خوب از عهدهٔ تشریح آن برنمی‌آمد و در تقریر مسئله هم خسته شده‌بود و طلبه‌ها قانع نمی‌شدند تا اینکه ملای بزرگ خطاب به مرحوم عمویم گفتند: جناب سید تو چه نظری داری؟ مرحوم عمویم هم با کمال احترام، فی‌البداهه و بدون مراجعه به کتاب مسئله را به‌طور مستوفی و روشن توضیح داد و رفع اشکال کرد. مرحوم ملای بزرگ که مؤمنی منصف بود گفت: سید، خدا جزای خیرت دهد. به خدا من بارها و بارها این مسئله و این کتاب را تدریس کرده‌ام ولی عمق مسئله و حقیقت آنرا مثل الآن نفهمیده‌ام. ولله! با بودن شما در این‌جا، من زیادی هستم؛ و پس از مدتی از کرفتو کوچ کردند و مرحوم عمویم سیّد محمّدصادق را ملّا و مدرّس آنجا نمودند و رسماً به عنوان مدرّس کرفتو مشهور شد.

## مرگ
ملا محمد پس از نزدیک به سیزده سال در اواسط سال ۱۳۱۳ خورشیدی به قریه آلکلو (ئالکه لو) در نزدیکی شهر سقز کوچ کرد. او در نهایت در سال ۱۳۱۵ خورشیدی در خانقاه شیخ جلال الدین نقشبندی (از مشایخ سرشناس آن زمان) دار فانی را وداع می‌کند و در قبرستان شهر صاحب در نزدیکی شهر سقز به خاک سپرده شد.

## خانواده
ملا هیبت سه بار ازدواج کرد. او نخستین بار در دوران تحصیل در سال ۱۳۲۱ قمری عالیه‌خانم را به عقد نکاح درآورد که پیش از شروع زندگی مشترک در سال ۱۳۲۲ قمری فسخ شد. همان‌طور که در سطور پیشین ذکر شد برادر هیبت به نام سید محمدسعید که به همراه وی به تحصیل مشغول بود، در ضمن تحصیل در حوالی سال ۱۳۲۳ قمری با رعنا خانم دختر عالم و عارف ربانی مرحوم حاج شیخ محمد حسن قزلبلاقی ازدواج کرد که ثمره این ازدواج پسری به اسم محمد ملقب به بهاءالدین و مکنی به ابوالفضایل بود که همان عالم و عارف پرآوازه مرحوم حاج‌ملاسیدبهاءالدین غفاری است. سید محمدسعید در ۲۸ صفر ۱۳۲۸ قمری که در شرف فراغت از تحصیل بوده بر اثر حادثه‌ای درگذشت. سید محمدصادق به دلایلی از جمله ادامه پیوند با خاندان مشایخ قزلبلاق و سرپرستی فرزند صغیر برادر با همسر برادر متوفی یعنی رعنا خانم ازدواج کرد. از میان فرزندان ایشان از رعنا خانم فقط یک پسر به نام سید نجم‌الدین که عالم و عارف اطراف سقز مرحوم ملاسیدنجم‌الدین حسینی بوده و دختری به نام سیده حمیرا عمری می‌یابند. همسر سوم هیبت خانم زهره بود که از او دو دختر به نام‌های سیده حبیبه و سیده عایشه در قید حیات ماندند. ۸ فرزند هیبت در سن کودکی درگذشتند.
ملا سید بهاءالدین غفاری فرزند سید محمدسعید زاده ۱۲۸۴ خورشیدی در قریه قعله‌گاه سارال از توابع شهرستان دیواندره است. وی در کودکی پس از درگذشت پدر تحت سرپرستی عمویش سید محمدصادق هیبت در آمد. او تحصیلات خود را در نزد هیبت آغاز کرد و به نظر می‌رسد تا شرح جامی را نزد ایشان خوانده باشد. بهاءالدین پس از این طبق رسم طلاب کردستان که از شهری به شهری و از روستایی به روستای دیگر می‌رفتند به قرای اطراف کرفتو رفت و مدتی نزد دایی خود، شیخ محمد قزلبلاقی به تحصیل پرداخت. بهاءالدین پس از این عازم کردستان عراق شد و در مناطق حلبچه، اربیل و قریه بیاره به مدت ۴ سال به تحصیل مشغول بود. او در سال ۱۳۱۵ خورشیدی به علت مرگ سید محمدصادق هیبت تحصیل را رها کرد. اما بعدها در سال ۱۳۲۰ خورشیدی اجازه افتا و تدریس را از عبدالکریم مدرس و عبدالعظیم مجتهد گرفت. بهاءالدین پس از پایان تحصیلات، بیشتر عمر خود را در قرای اطراف شهرستان‌های سقز و دیواندره به تدریس و انجام امور محولهٔ مذهبی پرداخت. او در ۲۳ آذر ۱۳۷۲ که در روستای کریم‌آباد فیض‌الله بیگی از توابع سقزدرگذشت.
سید نجم‌الدین حسینی مشهور به هیبت‌زاده زاده ۱۳۰۲ خورشیدی در قریه کرفتو است. وی تحصیلات خود را نزد پدر خود هیبت آغاز کرد و پس از مرگ پدر در سال ۱۳۱۵ تحصیلات خود را نزد برادر بزرگ خود سید بهاءالدین غفاری ادامه داد. وی پس از مدتی در شهرستان سقز و روستاهای اطراف نزد محمدامین شریعتی مدرس قریه «ئالکه لو» و محمدامین امام‌زاده سقزی مدرس مسجد ابراهیم سقز تحصیلات خود را ادامه داد. او بعدها به شهر مریوان نقل مکان کرد و چند سالی نزد محمود جوانرودی مدرس قریهٔ «ده‌ره‌تفی» به خواندن کتاب‌های جمع‌الجوامع در اصول فقه و مختصرالمعانی مشغول شد. نجم‌الدین در سال ۱۳۳۰ به کردستان عراق رفت و در شهر سلیمانیه نزد اسعد محوی، مصطفی زلمی، محمد سعیدمدرس مسجد اوقاف، عبدالکریم مدرس مریوانی (که در آن زمان مدرس مسجد حاجی حان بود)، و محمود، معروف به «ده ر بان کوت» به تحصیل علوم مختلف پرداخت. نجم‌الدین در سال ۱۳۳۵  اجازه افتا و تدریس را از محمدعارف چگنیانی مدرس سعدیه در شمال شرقی بغداد دریافت کرد. او پس از پایان تحصیلات سال‌ها در قرای اطراف شهرستان‌های سقز و دیواندره به تدریس و انجام امور محوله مذهبی پرداخت. نجم‌الدین سرانجام در ۲۹ اردیبهشت ۱۳۷۸ در قریه کریم‌آباد فیض‌الله بیگی درگذشت.

## بزرگداشت
در ۳ خرداد ۱۳۹۰ کنگره بزرگداشت سیدمحمد صادق حسینی، معروف به ملا هیبت در شهرستان دیواندره برگزار شد. در این مراسم چهار نفر از اعضای هیئت علمی دانشگاه‌ها و چهره‌های برتر فرهنگی و ادبی هر یک به ارائه مقاله خود در زمینه‌های مختلف کاری و شخصیتی مدرس کرفتو پرداختند. همچنین گروه‌های دف نوازی در دو نوبت با قرائت اشعاری از سید محمدصادق حسینی در مدح پیامبر اسلام (ص) به ارائه برنامه پرداختند.

## گزیده آثار[۱۲]
- دیوان اشعار (فارسی، عربی و کردی)
- عقیدهٔ کوردی منشات (نامه‌ها)
- تصحیح دیوان ملا خضر نالی
- تصحیح دیوان عبدالرحمن بیگ سالم
- تصحیح دیوان مصطفی بیگ کُردی
- تصحیح دیوان مولوی تاوه گوزی
- تصحیح مجموعه آثار ملا خضر روداری هه ورامانی
- تصحیح تصحیح رباعیات خیام نیشابوری
- رسالهٔ بهجتیه (در مدح شاعرهٔ گمنام کُرد بانو بهجت سنندجی)
- ترجمه گزیده قصاید عربی شیخ سلیم سنندجی «امرو القیس کُرد»
- تصحیح و شرح کتاب «تاریخ معجم»
- حاشیه بر کتاب «البرهان» تألیف شیخ زادهٔ گلنبوی
- حاشیه بر کتاب «جمع الجوامع» در اصول فقه
- حاشیه بر کتاب «تشریح افلاک» عاملی مناظرات و فتاوای فقهی
- حاشیه بر «شرح سی فصل» اثر عبدالعلی جاوجانی
- حاشیه بر شرح شمسیه
- حاشیه بر کتاب «المغنی» تألیف فخرالدین چار پردی
- تصحیح کتاب «طب النبی»
- تصحیح کتاب «کشکول بهایی»
- تصحیح کتاب «ادب الدنیا و الدین» ماوردی

## یادداشت
1. ↑  متوفی ۱۳۶۳
2. ↑  متوفی ۱۳۷۸
3. ↑  شیخ محمد صاحب ملقب به جلال الدین فرزند حاج شیخ محمد عارف نقشبندی متوفی ۱۳۳۱ شمسی. هیبت در دیوانش اشعاری خطاب به وی دارد رجوع شود به دیوان هیبت ص ۱۲۴، ۱۷۱، ۱۷۲، ۱۷۳ و ۱۷۴.
4. ↑  هیبت در دیوانش قصیده ای در مدح وی دارد. رجوع شود دیوان هیبت صص ۹۱ و ۹۲.
5. ↑  وی علیرغم اینکه در عنفوان جوانی فوت کرده است اما انسانی فاضل و اهل تحقیق بوده است. از حواشی وی حواشی بر گلستان سعدی و قصیده لامیه العجم طغرایی اکنون موجود است.
6. ↑  دختر شیخ محمد حسن قزلبلاقی که تحصیلات بسیار خوبی داشته است. وی متولد ۱۳۰۳ قمری و متوفی ۱۳۲۸ شمسی است. در دیوان هیبت اشعار زیادی در مدح وی وجود دارد. ص ۱۵۴، ۱۵۵، ۱۵۶ و ۱۵۷.
7. ↑  شیخ محمد حسن فرزند شیخ یحیی قزلبلاقی متوفی ۱۳۲۱ قمری است. وی تحصیلات خود را در نزد علامه ملا علی قزلجی به پایان رسانده است. وی همچنین خلیفه شیخ عمر ضیاءالدین بیاره بوده است. هیبت ماده تاریخی در فوت وی دارد. دیوان هیبت ص ۱۲۲.
8. ↑  متولد ۱۳۳۹ قمری و متوفی ۱۳۷۱ شمسی
9. ↑  متوفی ۱۳۸۸ شمسی
10. ↑  شیخ محمد فرزند حاج شیخ محمد حسن متولد ۱۳۰۷ قمری و متوفی حدود ۱۳۶۳ قمری است. وی از علمای بزرگ عصر خود بوده و کتابی را با عنوان مرآه الاخلاق فی مشایخ قزلبلاق در مورد تاریخ خانواده خود به عربی نوشته است که نگارنده این سطور این کتاب را تصحیح کرده و در آینده ای نزدیک به طبع خواهد رسید.
11. ↑  متوفی ۱۳۸۴ شمسی
12. ↑  متوفی ۱۳۲۷ شمسی